# Eleccions legislatives gregues de 2019
Les eleccions legislatives gregues de 2019 es van celebrar el diumenge 7 de juliol de 2019. En els comicis es van elegir els 300 escons del Parlament Hel·lènic per a un mandat constitucional de quatre anys.

## Context
El 26 de maig de 2019, a continuació de la desfeta a les eleccions europees i locals de la governant Coalició de l'Esquerra Radical (SYRIZA), el primer ministre Alexis Tsipras anuncià que convocaria eleccions tan aviat com fos possible.
Les enquestes electorals havien pronosticat durant tota la campanya que la victòria seria per al partit de dreta Nova Democràcia liderada per Kiriakos Mitsotakis, que ja havia guanyat les eleccions europees i locals uns mesos abans.

## Sistema electoral
El sufragi a Grècia és obligatori tot i que en la pràctica no es sanciona als qui no voten. D'ençà del 2009 s'aplica un sistema electoral de representació proporcional «reforçat» amb un repartiment d'escons utilitzant el quocient d'Hare. En els comicis s'elegeixen els 300 parlamentaris que formen el Parlament Hel·lènic. Del total de parlamentaris, 238 s'elegeixen en llistes obertes adjudicats en 59 circumscripcions electorals (52 de plurinominals i 7 d'uninominals) i 12 escons més es distribueixen també proporcionalment a nivell nacional. Els 50 escons restants es bonifiquen a la primera força política. Per a entrar al Parlament Hel·lènic s'han d'obtenir almenys el 3% dels vots. La majoria absoluta s'aconsegueix amb 151 escons.
Aquestes foren les primeres eleccions nacionals i terceres en total d'ençà que es va abaixar l'edat de vot fins als 17 anys i el nombre de circumscripcions es va incrementar de 56 a 59. Atenes B, la circumscripció més gran amb 44 escons abans de la reforma de 2018, fou dividida en circumscripcions més petites, la més gran de les quals elegeix 18 escons.

## Resultats
El partit conservador Nova Democràcia aconseguí la majoria absoluta. L'endemà mateix, el líder del partit, Kiriakos Mitsotakis, jurà el càrrec de primer ministre de Grècia.
Els resultats, d'acord amb el Ministeri de l'Interior de Grècia foren els següents:
| ← Eleccions al Parlament Hel·lènic, 7-7-2019 |                                                     |           |       |           |     |
|                                              |                                                     |           |       |           |     |
| Candidatura                                  | Candidatura                                         | Vots      | %     | Escons    | +/– |
|                                              | Nova Democràcia (ND)                                | 2.251.411 | 39,85 | 158 / 300 | ▲83 |
|                                              | Coalició de l'Esquerra Radical (SÍRIZA)             | 1.781.174 | 31,53 | 86 / 300  | 59  |
|                                              | Moviment pel Canvi (KINAL)                          | 457.519   | 8,10  | 22 / 300  | ▲5  |
|                                              | Partit Comunista de Grècia (KKE)                    | 299.592   | 5,30  | 15 / 300  | =   |
|                                              | Solució Grega (EL)                                  | 208.805   | 3,70  | 10 / 300  | Nou |
|                                              | Front Europeu de la Desobediència Realista (MeRA25) | 194.232   | 3,44  | 9 / 300   | Nou |
|                                              |                                                     |           |       |           |     |
|                                              | Alba Daurada (ΧΑ)                                   | 165.709   | 2,93  | 0         | 18  |
|                                              | Curs de Llibertat (PE)                              | 82.672    | 1,46  | 0         | Nou |
|                                              | Unió de Centristes (EK)                             | 70.161    | 1,24  | 0         | 9   |
|                                              | Altres partits                                      | 138.057   | 2,44  | 0         | 21  |
| Total vots vàlids                            | Total vots vàlids                                   | 5.649.332 | 100   | 300       | 0   |
|                                              | Vots en blanc                                       | 42.668    | 0,74  | –         | –   |
|                                              | Vots nuls                                           | 77.503    | 1,34  | –         | –   |
| Total vots                                   | Total vots                                          | 5.769.503 | –     | –         | –   |
| Votants registrats / participació            | Votants registrats / participació                   | 9.961.718 | 57,92 | –         | –   |